# Deutsche Arbeitsfront

Flagge der Deutschen Arbeitsfront (Fabrikfahne)

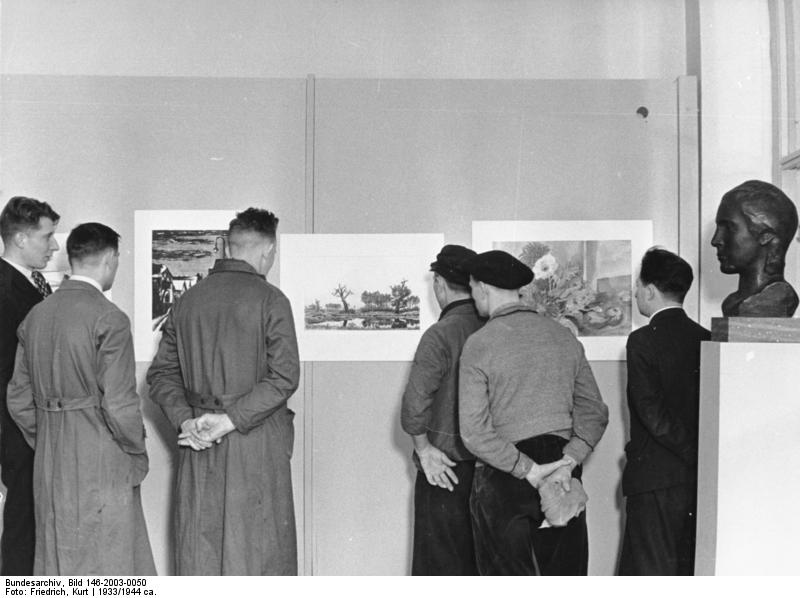
Werkausstellung der Deutschen Arbeitsfront (1933)

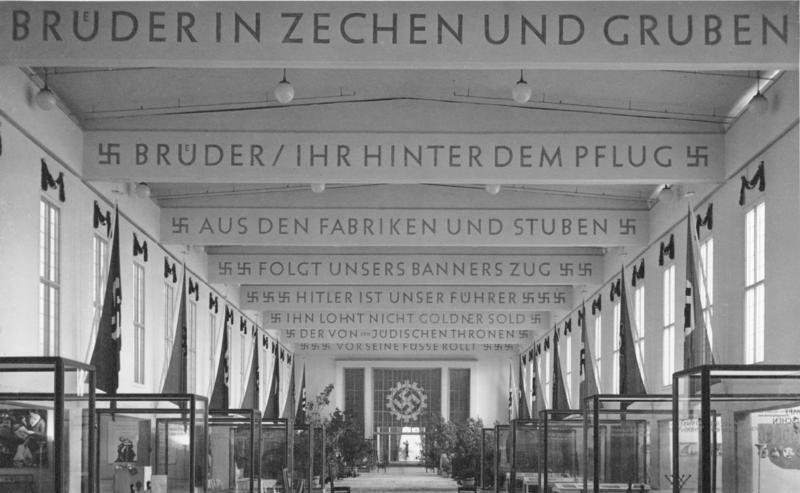
DAF-Ausstellung „Gesundes Leben, Frohes Schaffen“ (1938)
Verballhornung des Lieds Brüder, zur Sonne, zur Freiheit mit Judenhetze

Die Deutsche Arbeitsfront (DAF) war in der Zeit des Nationalsozialismus der Einheitsverband der Arbeitnehmer und Arbeitgeber mit Sitz in Berlin (ab 1935 im Dienstgebäude Hohenzollerndamm in Berlin-Wilmersdorf).
Die DAF wurde am 10. Mai 1933 nach Zerschlagung der Freien Gewerkschaften gegründet. Deren Vermögen wurde zugunsten der DAF beschlagnahmt und das Streikrecht abgeschafft. Sämtliche Berufsverbände der Angestellten und der Arbeiter wurden mit dem Gesetz zur Ordnung der nationalen Arbeit vom 20. Januar 1934 zusammengeführt. In den Betrieben arbeiten fortan „der Unternehmer als Führer des Betriebes, die Angestellten und Arbeiter als Gefolgschaft gemeinsam zur Förderung der Betriebszwecke und zum gemeinsamen Nutzen von Volk und Staat.“ 
Im Oktober 1934 wurde die DAF offiziell der NSDAP angeschlossen. Sie war nach dem Führerprinzip bis hinab zum Blockwart organisiert und unterstand dem Reichsorganisationsleiter der NSDAP Robert Ley, der als „eine Art Treuhänder der Volksgemeinschaft“ fungierte. „An die Stelle einer gewerkschaftlichen Interessenvertretung kam die Erziehung von Arbeitnehmern und Unternehmern im Sinne der NS-Ideologie.“ Gegliedert in 18 Reichsbetriebsgemeinschaften (später 16 Fachämter) und 33 Gauwaltungen, bestand die DAF bis Mai 1945 mit zuletzt 22 Millionen Mitgliedern. Die DAF war der mit Abstand größte NS-Massenverband.
Bereits mit Gesetz vom 10. April 1933 war der Tag der nationalen Arbeit eingeführt worden. Die Auffassung, dass nur derjenige, der arbeitet, ein nützliches Glied der Gesellschaft sei und die Schaffenden als nationale Gemeinschaft bestimmt wurden, war jedoch älter und stammte aus dem völkischen Nationalismus des 19. Jahrhunderts. Nach den NS-Arbeitsvorstellungen wurden aus der nationalen Gemeinschaft insbesondere die nicht schaffenden, sondern „eigennützig raffenden“ Juden ausgeschlossen sowie Personen, die als „arbeitsscheu“ oder aus anderen Gründen als „minderrassig“ oder auch aus politischen Gründen als „gemeinschaftsunfähig“ galten.
Auch in der DAF organisierte Betriebe wie die Gesellschaft zur Vorbereitung des Deutschen Volkswagens mbH (GeZuVor, ab 1938 Volkswagenwerk GmbH) profitierten später von Zwangsarbeit, die Teil der nationalsozialistischen Verfolgungspraxis war.

## Der Zweck der DAF
Die DAF sollte die deutschen Arbeiter in das neue „Dritte Reich“ integrieren und damit ihren bisherigen Organisationen den Boden entziehen. Vor 1932 hatte die Nationalsozialistische Betriebszellenorganisation (NSBO) nur geringe Erfolge. Viele ehemalige Anhänger des Strasser-Flügels waren auch 1933 noch antikapitalistisch eingestellt und forderten, aus der NSBO eine nationalsozialistische Gewerkschaft zu machen. Nach der Reichstagswahl März 1933 übertrug Hitler Robert Ley die Aufgabe, die „wilden“ Aktivitäten der NSBO zu beenden und die Freien Gewerkschaften zu zerschlagen. In einer generalstabsmäßig geplanten Aktion besetzten einen Tag nach dem groß gefeierten „Tag der nationalen Arbeit“ SA und SS in ganz Deutschland die Gewerkschaftshäuser und nahmen die Vorsitzenden der größeren Gewerkschaften in „Schutzhaft“. Im Gegensatz zu den Gewerkschaften konnten die Unternehmerverbände ihre organisierte Selbständigkeit behaupten.
Die DAF fungierte gegenüber deutschen „Volksgenossen“ auf vielfältige Weise als „volksgemeinschaftlicher Dienstleister“. Obwohl jeder Arbeitnehmer zur Kontrolle ein Arbeitsbuch haben musste und ihm ein Zwangsbeitrag in Höhe von durchschnittlich 1,5 bis 2 Reichsmark direkt vom Lohnkonto abgezogen wurde, bejahten die Arbeiter und Angestellten die DAF. Der Rückgang der Arbeitslosigkeit zwischen Dezember 1933 und November 1934 von 4,1 auf 2,3 Millionen verminderte die Angst vor einem Arbeitsplatzverlust. Die damit verbundene psychologische Aufwertung der Arbeit war das Gegenstück zur tatsächlichen Entrechtung der Arbeiter. Anfängliche Versuche der DAF, arbeits- und tarifpolitische Ansprüche zu formulieren, fanden ihren Widerstand auf Seiten der Unternehmer. Im Juni 1933 wurden „Treuhänder der Arbeit“ unter der Dienstaufsicht des Reichsarbeitsministeriums eingesetzt. Sie sollten sowohl über die Tarifordnungen und Betriebsordnungen entscheiden als auch in Streitfällen schlichten. Im November 1933 musste Robert Ley den „Aufruf an alle schaffenden Deutschen“ zusammen mit Reichsarbeitsminister Franz Seldte, Reichswirtschaftsminister Kurt Schmitt und dem Parteibeauftragten für Wirtschaftsfragen Wilhelm Keppler unterzeichnen. „Damit wurden endgültig alle Hoffnungen auf eine berufsständische oder gewerkschaftliche Interessenvertretung bzw. Kompetenzen in der Arbeits- und Sozialpolitik durch die DAF begraben.“ Daraufhin gab auch der Leiter des Reichsstandes der deutschen Industrie Gustav Krupp von Bohlen und Halbach am folgenden Tag seine Zustimmung zum Beitritt der Unternehmer zur DAF.
Am 24. Oktober 1934 unterschrieb Hitler eine von Ley vorgelegte Verordnung:

„Das Ziel der Deutschen Arbeitsfront ist die Bildung einer wirklichen Volks- und Leistungsgemeinschaft aller Deutschen. Sie hat dafür zu sorgen, dass jeder einzelne seinen Platz im wirtschaftlichen Leben der Nation in der geistigen und körperlichen Verfassung einnehmen kann, die ihn zur höchsten Leistung befähigt und damit den größten Nutzen für die Volksgemeinschaft gewährleistet“

Am 29. August 1936 wurde der Leistungskampf der deutschen Betriebe vom Amt für soziale Selbstverantwortung der DAF ins Leben gerufen. Er diente zur Prämierung nationalsozialistischer Musterbetriebe. Dabei wurden die Kriterien von Jahr zu Jahr immer mehr ausgerichtet auf die Umstellung der Betriebe auf Rüstungsproduktion.

1943 bittet die Deutsche Arbeitsfront, Abteilung Leistungskampf der deutschen Betriebe, die Wirtschaftskammer um eine Auszeichnung für die Opekta Köln

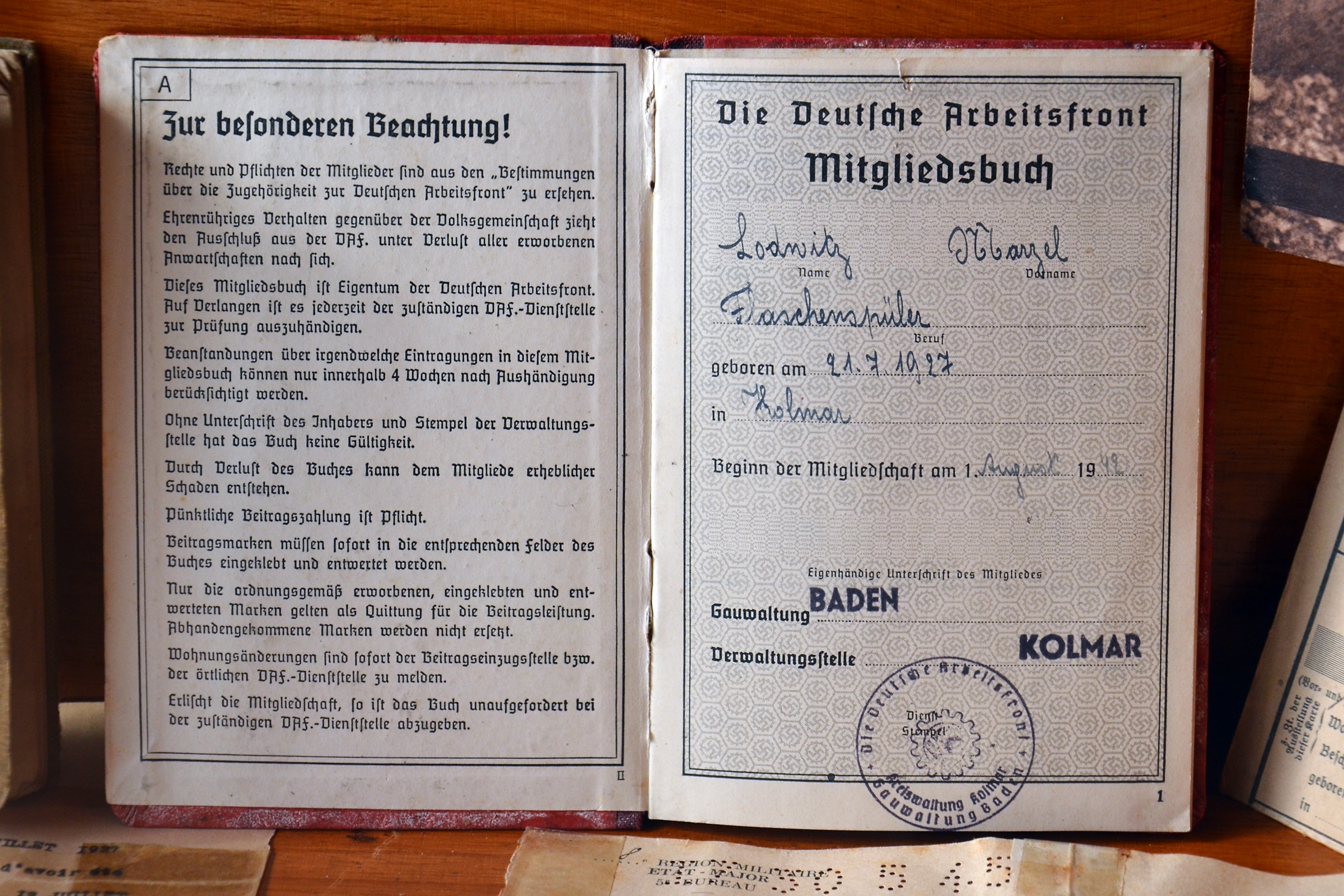
Mitgliedsbuch der Deutschen Arbeitsfront (ausgestellt im Großunterstandsmuseum in Hatten)

Aus dem Hauptsitz in der Potsdamer Straße in Berlin lenkte die DAF diverse Unterorganisationen, die einerseits für das Wohl, andererseits für die Kontrolle der Arbeiterschaft zuständig waren (Auswahl von Unterorganisationen):
- Amt Bau
- Amt für Leistungsertüchtigung, Berufserziehung und Betriebsführung
- Amt für Rechtsberatungsstellen
- Amt für Schönheit der Arbeit (bis 1939)
- Amt für technische Wissenschaften
- Amt für Volksgesundheit
- Amt Heer
- Amt Kriegsmarine
- Amt Luftwaffe
- Amt Werkschar und Schulung
- Arbeitswissenschaftliches Institut AWI
- Deutsche Arbeitsopfer-Versorgung DAOV
- Frauenamt
- Jugendamt
- Kraft durch Freude, oft abgekürzt als „KdF“
  - Unterorganisationen: Amt für Reisen, Wandern und Urlaub (RWU) und Deutsches Volksbildungswerk (DVW)
- Reichsarbeitskammer[15]
- Berufswettkampf aller schaffenden Deutschen
- Reichsheimstättenamt
- Das „Sozialwerk des deutschen Volkes“

## Unternehmen der DAF
Die DAF war die finanzkräftigste Organisation des „Dritten Reichs“, sie verfügte „über einen umfänglichen Komplex sehr profitabler Unternehmen“, die „vom Umsatz her dem damals weltgrößten Chemiekonzern, der IG Farbenindustrie, nahekamen“. Zur Unternehmensgruppe gehörten viele Unternehmen aus Gewerkschaftsbesitz, die im Rahmen der Gleichschaltung enteignet wurden, und auch Neugründungen. Im Versicherungsbereich waren dies Volksfürsorge, Deutscher Ring und Deutsche Leben. Im Bankenbereich ist vor allem die Bank der Arbeiter, Angestellten und Beamten zu nennen, die am 31. Oktober 1933 in Bank der Deutschen Arbeit umfirmierte. Auch die Bank des christlichen DGB, die später in National-Bank umbenannte Deutsche Volksbank, die Bank des Deutschnationalen Handlungsgehilfen-Verbands (DHV) Deutsche-Angestellten-Verbands-Sparkasse (DAVS) und viele kleinere Banken (z. B. die Deutsche Werkmeister-Sparbank AG, Industriebeamten-Sparbank e.G.m.b.H, Deutsche Wirtschaftsbank oder der Bank für deutsche Arbeit und Sparbank von 1820 AG) gingen in den Besitz der DAF über. Während die National-Bank im Laufe der Jahre abgestoßen und zu einer Regionalbank umgebaut wurde, wurden die anderen Bankbeteiligungen im Laufe der 1930er Jahre auf die Bank der Deutschen Arbeit übertragen.
Wesentlich war auch das Verlagsgeschäft der DAF. Die wichtigsten Verlage waren die beiden vom DHV übernommenen Verlage, der Hanseatischen Verlagsanstalt (HAVA) und der Langen Müller Verlag. Ab 1936 übernahm der neu gegründete Verlag der Deutschen Arbeitsfront (Zentralverlag) zunehmend die wichtigste Rolle der drei Großverlage der DAF. Für die DAF gab der Verleger Otto Karl Stollberg die Zeitung „Der Deutsche – die Tageszeitung der Deutschen Arbeitsfront“ heraus.
Am 28. Mai 1937 gründete die DAF als Teil ihrer Unterorganisation „Kraft durch Freude“ (KdF) die Gesellschaft zur Vorbereitung des Deutschen Volkswagens mbH (GeZuVor), die im Mai 1938 in Volkswagenwerk G.m.b.H. umbenannt wurde. Der Firmensitz war im Haus der Deutschen Arbeitsfront in der Knesebeckstraße 48/49, Berlin W15 (Charlottenburg). Das Reichsheimstättenamt verwaltete den Wohnungs- und Siedlungsbau. Zur Schulung ihrer Funktionäre unterhielt die DAF eine Reihe von Schulungszentren, die Reichsschulungsburgen. Das Gemeinschaftswerk der Deutschen Arbeitsfront (GW), das im Wesentlichen aus ehemals konsumgenossenschaftlichen Betriebsstätten bestand, übernahm nach der Verordnung zur Anpassung der verbrauchergenossenschaftlichen Einrichtungen an die kriegswirtschaftlichen Verhältnisse vom 18. Februar 1941 am 1. April den Geschäftsbetrieb der Konsumgenossenschaften und ihren Großeinkaufsgesellschaften.

## DAF-Funktionäre
Siehe Kategorie:DAF-Funktionär

## Arbeitsfrontempfänger DAF1011

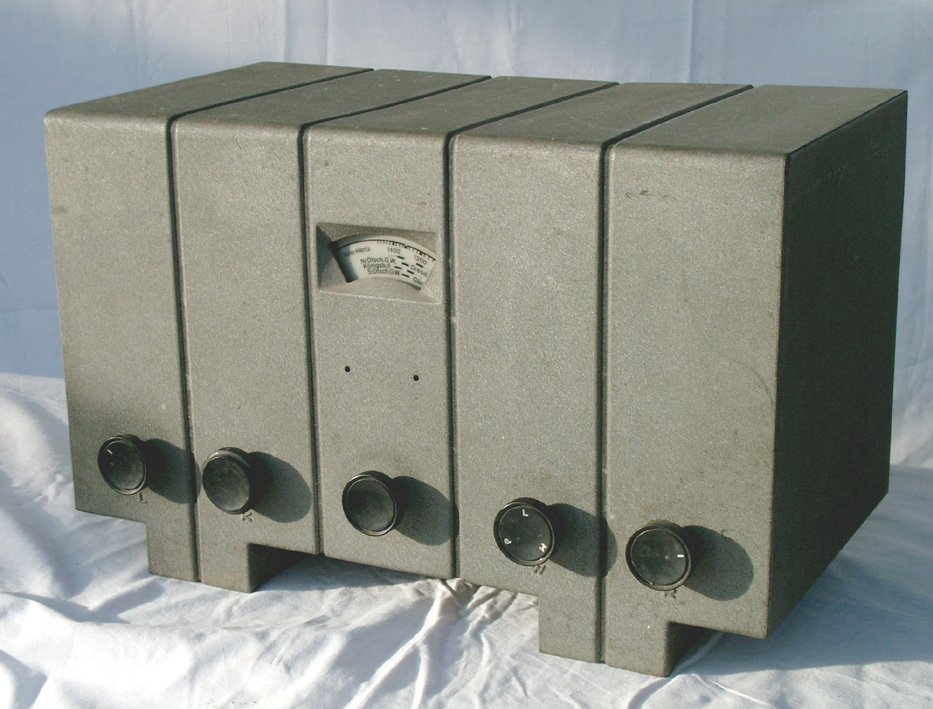
Arbeitsfrontempfänger DAF1011

Die Deutsche Arbeitsfront ließ auch einen Rundfunkempfänger entwickeln: den Deutschen Arbeitsfrontempfänger DAF1011, dessen Bezeichnung an eine Rede Hitlers in den Berliner Siemens-Werken am 10. November 1933 erinnern sollte. Es handelt sich um einen im Vergleich mit dem Volksempfänger VE301 aufwendigeren, mehrkreisigen Geradeausempfänger mit kräftiger Endstufe. Das Gerät war zum Gemeinschaftsempfang von Rundfunksendungen in Firmen und Gemeinden konstruiert, die DAF warb mit dem Slogan Rundfunk in alle Betriebe dafür.

## Auflösung
Mit dem Kontrollratsgesetz Nr. 2 (Auflösung und Liquidierung der Naziorganisationen) vom 10. Oktober 1945 wurde auch die Deutsche Arbeitsfront durch den Alliierten Kontrollrat verboten und ihr Eigentum beschlagnahmt. Mit den Kontrollratsgesetzen Nr. 40 vom 30. November 1946 und Nr. 56 vom 30. Juni 1947 wurden die nationalsozialistischen Betriebs- und Dienstgemeinschaften abgeschafft.